# 直撃!!ウワサの5人
『直撃!!ウワサの5人』（ちょくげき ウワサのごにん）は、2001年4月24日から2002年3月12日までフジテレビ系列局（一部を除く）で放送されていたトークバラエティ番組である。フジテレビとスタープロジェクトの共同製作。放送時間は毎週火曜 19:00 - 19:54 （日本標準時）。

## 概要
毎回ある特定の分野で話題になっている5人をゲストに招き、5人の直撃員（パネラー）たちが彼らとその分野に関するトークを繰り広げていた番組。司会は和田アキ子と渡辺徹とガダルカナル・タカが務めていた。パイロット版は2000年11月7日（火曜）に『火曜ワイドスペシャル』枠で放送された「赤裸々告白!直撃!!ウワサの5人」で、2001年春の改編で同枠が終了したのを機に同じ時間帯でレギュラー放送を開始した。和田と渡辺は『ひらけ!GOMA王国』（関西テレビ制作・フジテレビ系列、1995年〜1996年）以来5年ぶりのコンビとなった。

## 出演者

### 司会
- 和田アキ子
- 渡辺徹
- ガダルカナル・タカ

### 直撃員
- 加納典明
- 大竹まこと
- 奈美悦子
- 島崎和歌子
- 西田夏

### ナレーター
- 大森章督

## スタッフ
- 構成：兵頭潤、外山信行、谷上孝之、むらこし豪昭、成島雅浩（谷上～成島→番組前期）、山谷隆、たむらようこ、工藤ひろこ（山谷～工藤→番組後期）
- T・P：深谷高史
- TD／SW：岩田一己
- カメラ：澤田浩
- VE：宮澤利典
- 音声：杉山直樹
- 照明：藤井梅雄
- 編集：瀧川賢一
- MA：蜂谷博
- 音響効果：音楽屋
- TK：藤井美紀
- 美術：石原隆
- 装置：玉置裕大
- 電飾：穴見公一
- マルチ：藤崎郁三
- 装飾：竹部工
- メイク：ヘア&メイク 特攻隊
- 技術協力：ニユーテレス、FLT、麻布プラザ、TMCレモンスタジオ
- 美術協力：シミズオクト、テルミック
- リサーチ：フルタイム
- オープニングCG：SQ4
- 編成：金田耕司（フジテレビ、番組前期のみ） 、小中ももこ（フジテレビ）
- 広報：岡澤雄一（フジテレビ）
- AP：豊田千代美
- ディレクター：西原伸治、米倉伸
- 演出：富安いたる、中原智樹
- プロデューサー：金田耕司（フジテレビ、番組後期のみ）、本間謙二（スタープロジェクト）
- 制作：フジテレビ、スタープロジェクト

## ネット局
| 放送対象地域   | 放送局                    | 系列                                         | 放送日時           | 遅れ       | 備考                                                                                                   |
| -------------- | ------------------------- | -------------------------------------------- | ------------------ | ---------- | --- |
| 関東広域圏     | フジテレビ（CX）          | フジテレビ系列                               | 火曜 19:00 - 19:54 | 同時ネット | 制作局                                                                                                 |
| 北海道         | 北海道文化放送（UHB）     | フジテレビ系列                               | 火曜 19:00 - 19:54 | 同時ネット | |
| 秋田県         | 秋田テレビ（AKT）         | フジテレビ系列                               | 火曜 19:00 - 19:54 | 同時ネット | |
| 岩手県         | 岩手めんこいテレビ（MIT） | フジテレビ系列                               | 火曜 19:00 - 19:54 | 同時ネット | |
| 宮城県         | 仙台放送（OX）            | フジテレビ系列                               | 火曜 19:00 - 19:54 | 同時ネット | |
| 山形県         | さくらんぼテレビ（SAY）   | フジテレビ系列                               | 火曜 19:00 - 19:54 | 同時ネット | |
| 福島県         | 福島テレビ（FTV）         | フジテレビ系列                               | 火曜 19:00 - 19:54 | 同時ネット | |
| 新潟県         | 新潟総合テレビ（NST）     | フジテレビ系列                               | 火曜 19:00 - 19:54 | 同時ネット | |
| 長野県         | 長野放送（NBS）           | フジテレビ系列                               | 火曜 19:00 - 19:54 | 同時ネット | |
| 静岡県         | テレビ静岡（SUT）         | フジテレビ系列                               | 火曜 19:00 - 19:54 | 同時ネット | |
| 富山県         | 富山テレビ（BBT）         | フジテレビ系列                               | 火曜 19:00 - 19:54 | 同時ネット | |
| 石川県         | 石川テレビ（ITC）         | フジテレビ系列                               | 火曜 19:00 - 19:54 | 同時ネット | |
| 福井県         | 福井テレビ（FTB）         | フジテレビ系列                               | 火曜 19:00 - 19:54 | 同時ネット | |
| 中京広域圏     | 東海テレビ（THK）         | フジテレビ系列                               | 火曜 19:00 - 19:54 | 同時ネット | |
| 鳥取県・島根県 | 山陰中央テレビ（TSK）     | フジテレビ系列                               | 火曜 19:00 - 19:54 | 同時ネット | |
| 岡山県・香川県 | 岡山放送（OHK）           | フジテレビ系列                               | 火曜 19:00 - 19:54 | 同時ネット | |
| 広島県         | テレビ新広島（TSS）       | フジテレビ系列                               | 火曜 19:00 - 19:54 | 同時ネット | |
| 愛媛県         | テレビ愛媛（EBC）         | フジテレビ系列                               | 火曜 19:00 - 19:54 | 同時ネット | |
| 高知県         | 高知さんさんテレビ（KSS） | フジテレビ系列                               | 火曜 19:00 - 19:54 | 同時ネット | |
| 福岡県         | テレビ西日本（TNC）       | フジテレビ系列                               | 火曜 19:00 - 19:54 | 同時ネット | |
| 佐賀県         | サガテレビ（STS）         | フジテレビ系列                               | 火曜 19:00 - 19:54 | 同時ネット | |
| 長崎県         | テレビ長崎（KTN）         | フジテレビ系列                               | 火曜 19:00 - 19:54 | 同時ネット | |
| 熊本県         | テレビくまもと（TKU）     | フジテレビ系列                               | 火曜 19:00 - 19:54 | 同時ネット | |
| 大分県         | テレビ大分（TOS）         | フジテレビ系列 日本テレビ系列                | 火曜 19:00 - 19:54 | 同時ネット | |
| 宮崎県         | テレビ宮崎（UMK）         | フジテレビ系列 日本テレビ系列 テレビ朝日系列 | 火曜 19:00 - 19:54 | 同時ネット | |
| 鹿児島県       | 鹿児島テレビ（KTS）       | フジテレビ系列                               | 火曜 19:00 - 19:54 | 同時ネット | |
| 沖縄県         | 沖縄テレビ（OTV）         | フジテレビ系列                               | 火曜 19:00 - 19:54 | 同時ネット | |
| 近畿広域圏     | 関西テレビ（KTV）         | フジテレビ系列                               | 金曜 19:00 - 19:54 | 半年遅れ   | 『さんまのまんま』と『モモコ×菜摘×よし子 おじょママ!!』を編成したため。 2001年10月 - 2002年3月に放送。 |